# Квист, Анне
Йоханне «Анне-Мари» Мари Квист (нидерл. Johanne "Anne-Marie" Marie Quist; род. 26 декабря 1957, Неймеген, Гелдерланд), в замужестве Буленс (нидерл. Boelens) — голландская гребчиха, выступавшая за сборную Нидерландов по академической гребле в середине 1980-х годов. Бронзовая призёрка летних Олимпийских игр в Лос-Анджелесе, победительница и призёрка многих регат национального значения.

## Биография
Анне Квист родилась 26 декабря 1957 года в городе Неймеген провинции Гелдерланд. Занималась академической греблей в Утрехте в местном клубе «Орка».
Наибольшего успеха в своей спортивной карьере добилась в сезоне 1984 года, когда в составе гребной команды Нидерландов удостоилась права защищать честь страны на летних Олимпийских играх в Лос-Анджелесе. В составе экипажа, куда также вошли гребчихи Грет Хеллеманс, Николетте Хеллеманс, Марике ван Дрогенбрук, Харрит ван Эттековен, Линда Корнет, Каталин Нелиссен, Вильон Вандрагер и рулевая Марти Лаурейсен, в финале восьмёрок пришла к финишу третьей позади экипажей из Соединённых Штатов и Румынии — тем самым завоевала бронзовую олимпийскую медаль. Кроме того, стартовала в Лос-Анджелесе в рулевых четвёрках, но здесь попасть в число призёров не смогла — оказалась на финише пятой.
После лос-анджелесской Олимпиады Квист больше не показывала сколько-нибудь значимых результатов в академической гребле на международном уровне.
Завершив спортивную карьеру, впоследствии работала спортивным врачом. Вышла замуж за Яна Буленса.